# Georg Krafft
Georg Krafft (auch: Georg Crafft von halle oder Georg Craft; † vor dem 29. August 1512 in Mainz) war Rot- und Gelbgießer und Kurmainzer Büchsenmeister. 
Am 16. Dezember 1490 verpflichtete er sich auf Lebenszeit, Büchsenmeister des Erzstifts zu bleiben. Am 4. April 1496 verkaufte ihm der Kurfürst das an der St. Quintinkirche gelegene Haus zum großen Storch. 1508 goss er die Glocke für die St. Ursula-Kirche in Oberursel und im folgenden Jahr die vier großen Messing-Armleuchter für St. Stephan. 
Sein Grabstein ist an der nördlichen Außenwand der St. Quintinkirche.